# Indústria e fabricação na República Popular da China

## Indústria e fabricação
O Banco Mundial lista os principais países produtores a cada ano, com base no valor total da produção. Pela lista de 2019, a China tinha a indústria mais valiosa do mundo (US $ 3,8 trilhões). 
A Indústria e a construção representam 49% do PIB chinês. Cerca de 8% de todos os produtos manufaturados do mundo são fabricados na China. A China está entre os primeiros  países que têm maior produção industrial. Entre as grandes indústrias chinesas encontram-se as indústrias de mineração e de beneficiamento de minérios, de ferro e aço, alumínio, carvão mineral, a indústria maquinaria, a indústria bélica, a indústria têxtil, e de vestuário, a indústria petroquímica, a indústria química, incluindo fertilizantes, a indústria alimentícia, a indústria automotiva e de outros meios de transporte, incluindo a ferroviária, a marítima e a aérea, a indústria de bens de consumo, tais como as indústrias de calçados, brinquedos e eletrônicos, a indústria de telecomunicação e de tecnologia de informação. A China tem se tornado um grande destino para a instalação de multinacionais. A sua força como plataforma de exportação tem aumentado as rendas e os índices de emprego. Porém, o setor estatal ainda representa 40% do PIB chinês. Nos últimos anos, as autoridades chinesas têm dado maior atenção à gestão das ações estatais - tanto no mercado financeiro quanto entre as empresas estatais. Atualmente a China está no 2° lugar no PIB Internacional.
Desde a fundação da República Popular, tem se dado maior atenção ao desenvolvimento indústrial. Dentre os vários setores industriais, os setores de máquinas de construção e de metalurgia têm recebido a prioridade máxima. Os dois setores representam atualmente 20 a 30% de todo o valor bruto da produção industrial. Porém, nestes setores, assim como em outras áreas da indústria, a inovação está sendo prejudicada num sistema que prioriza a produção industrial bruta ao invés de melhorias na variedade, sofisticação e qualidade. Portanto, a China ainda importa grandes quantidades de aços especiais, de alta tecnologia. A produção industrial geral tem crescido a uma média de mais de 10% ao ano, tendo superado todos os outros setores no crescimento econômico e no grau de modernidade. Algumas indústrias pesadas e produtos de vital importância ainda são de origem estatal, mas uma crescente proporção de indústrias leves e voltadas par os consumidores são privadas ou são um empreendedorismo conjunto entre o setor privado e estatal.
O foco predominante no desenvolvimento da indústria química é expandir a produção de produtos químicos, tais como fertilizantes, plásticos e fibras sintéticas. O crescimento deste setor da indústria colocou a China entre os maiores produtores de fertilizantes nitrogenados do mundo. Na indústria de bens de consumo, a principal ênfase é no setor têxtil e de vestuário. que é também uma parte importante das exportações totais da China. A manufatura têxtil, sendo que o setor de sintéticos está em franca expansão dentro deste setor, representa 10% do da produção industrial bruta e continua ser importante, embora menos do que antes. A indústria chinesa tende a ser descentralizada, mas há vários centros têxtis importantes pelo país, tais como Xangai, Guangzhou e Harbin.
As maiores indústrias estatais são a indústria siderúrgica, de carvão mineral, de construção de máquinas, leve, bélica e têxtil. Estas indústrias completaram uma década de reforma (1979-1989) sem grandes mudanças significativas na gestão. Antes de 1978, a maior parte da produção industrial era fabricada por empresas estatais. Como resultado das reformas econômicas que se seguiram, houve um aumento significativo da produção industrial feita por empresas administradas pelo governos locais, especialmente pequenas cidades e vilas, além do crescente aumento da produção feita por empreendedores e por investidores estrangeiros. O censo industrial de 1996 revelou que havia 7.342.000 empresas individuais no fim de 1995; as vagas de trabalho ocupadas nestas empresas somavam 147 milhões. Dois anos depois, um novo senso industrial foi realizado, e constatou o aumento de 600.000 empresas individuais, incluindo empresas estatais administradas por pequenas cidades e vilas, e que as vagas de trabalho ocupadas em empresas estatais somavam 24 milhões. A indústria automotiva tem crescido rapidamente desde o ano 2000, assim como a indústria petroquímica. Produtos maquinários e eletrônicos se tornaram os principais produtos de exportação. A China é o maior produtor de fertilizante, cimento e aço do mundo. Em 2002, a participação das empresas estatais e empresas controladas pelo governo na produção industrial total caiu 41%, e a produção industrial das empresas estatais e de empresas controladas pelo governo representa apenas 16% de toda a produção industrial chinesa.
O setor de construção da China tem crescido substancialmente desde o começo da década de 1980. Desde a década de 2000, os investimentos de capital de construção aumentaram substancialmente; em 2001, os investimentos neste setor cresceram 8,5% em relação ao ano 2000. O crescimento neste setor entre 2001 e 2002 aumentou para 16,4%, e entre 2002 e 2003, o aumento foi de 30%. O setor de manufatura representou 44% do PIB chinês em 2004 e tinha 11,3% das vagas de trabalho ocupadas em 2002. A indústria e a construção representaram 53,1% do PIB chinês em 2005. A indústria (incluindo o setor de mineração, manufatura, construção e energia) contribuiu com 52,4% do PIB chinês em 2004 e tinha 22,4% de toda força de trabalho chinesa.
A produção de energia tem aumentado rapidamente, mas a demanda é ainda muito maior. Isto é parcialmente devido aos preços artificiais da energia elétrica, que estão tão baixos que a indústria tem apenas poucos incentivos para economizá-la. O carvão mineral representa 75 a 80% de toda produção de eletricidade na China. A produção de petróleo, que começou a crescer rapidamente a partir de uma base extremamente baixa durante a década de 1960, está basicamente no mesmo nível desde a década de 1970. Há grandes reservas petrolíferas no noroeste do país, em áreas inacessíveis, além de depósitos petrolíferos potencialmente significativos ao largo de toda a costa chinesa. Porém, quase a metade da produção de petróleo vem da grande bacia petrolífera de Daqing, no nordeste do país. A China tem um grande potencial hidroelétrico e de gás natural, mas que ainda não estão desenvolvidos. O governo chinês tem feito planos de desenvolver usinas nucleares em regiões costeiras e nas regiões do Oeste da China.
No geral, a distribuição geográfica da indústria na China ainda continua desigual, apesar das sérias iniciativas durante meados da década de 1950 e no fim da década de 1970 de se construir indústrias no interior a custo das grandes cidades na costa leste. Enquanto que a porcentagem de crescimento das indústrias nas províncias interioranas tem crescido mais do que a indústria no leste do país, a pequena base industrial no interior durante o início deste crescimento não permitiu que a indústria interiorana superasse a indústria do leste do país, que tem o grande domínio industrial da China. O estabelecimento das zonas econômicas especiais nas regiões costeiras apenas aumentou esta disparidade. A região industrial de Xangai representa mais de 10% de toda a produção industrial bruta chinesa, e a costa leste representa mais de 60% de toda produção industrial do país. O ritmo de industrialização se intensificou e se diversificou após o início da década de 1990. Os segmentos mais notáveis nesta expansão são a fabricação aeroespacial, aérea e automotiva. Além disso, é notável a produção chinesa de produtos farmacêuticos, softwares, semicondutores, eletrônicos e equipamentos de precisão.

## Indústria siderúrgica
A China é o maior produtor de aço do mundo, e o rápido crescimento da indústria siderúrgica tem também aumentado rapidamente a sua produção de aço. A produção de minério de ferro conseguiu acompanhar a produção de aço durante ao início da década de 1990. Porém, a partir do início da década de 2000, a China teve que começar a importar minério de ferro e de outros metais para atender a demanda. A produção de aço, que era de 140 milhões de toneladas em 2000, aumentou para 419 milhões de toneladas em 2006. Boa parte da produção siderúrgica chinesa vem de numerosas pequenas siderúrgicas, sendo que uma das maiores siderúrgicas da China está localizada em Anshan, na província de Liaoning.  
Em 2019, a China continuava sendo o maior produtor de aço mundial (996,3 milhões de toneladas neste ano). O país importa quantidades gigantescas de minério de ferro da Austrália e do Brasil (além de outros países) para fabricar aço para consumo próprio. 

## Indústria automobilística
Em 2006, a China tornou-se a terceira maior fabricante de automóveis do mundo, e se tornou o segundo maior consumidor de veículos do mesmo, ficando apenas atrás dos Estados Unidos. O crescimento da fabricação automotiva disparou durante as reformas econômicas. Em 1975, apenas 139.800 automóveis eram produzidos anualmente, mas a produção aumentou para 443.377 em 1985, e para 1,1 milhão em 1992, e cresceu uniformemente a cada ano até em 2001, quando a produção de veículos já tinha alcançado 2,3 milhões de automóveis por ano. Porém, a partir de 2002, a produção disparou, e aquele ano fechou com 3,25 milhões de veículos fabricados. Em 2003, o aumento na produção automotiva foi de 35%, 14% em 2004, 13% em 2005, 27% em 2006 e 24% em 2007. Espera-se que a China seja a maior fabricante de automóveis do mundo em 2020. As vendas de automóveis no país cresceram juntamente com o superaumento da produção. Após o crescimento significativo das vendas durante a década de 1990, as vendas dispararam durante a década de 2000. Em 2006, as vendas chegaram a 7,22 milhões de automóveis, incluindo 5,18 milhões de carros e 2,04 milhões de veículos utilitários e comerciais.
As exportações de peças automotivas chinesas começaram em 1999. Planos de exportação de automóveis e de peças começaram a entrar em prática em 2005. Uma nova fábrica da Honda foi construída em Guangzhou, em 2004, apenas para fins de exportação, e que entregou mais de 30.000 carros para o mercado europeu em 2005. Em 2004, 12 grandes montadoras automotivas tinham fábricas de empreendimento conjunto na China, que produziam vários tipos de automóveis, tais como minivans, utilitários esportivos, ônibus e caminhões. Em 2003, a China exportou 7,4 bilhões de dólares em veículos e componentes veiculares. Foram exportadas da China 78.000 unidades em 2004, 173.000 em 2005 e 340.000 em 2006. Espera-se que as exportações automotivas da China alcancem 70 bilhões de dólares em 2010. É provável que o mercado interno de carros (carros com nomes locais) continue a crescer. Empresas automotivas, tais como a Geely e a Chery, estão constantemente valorizando novas localidades internacionais, tanto em países desenvolvidos como em países em desenvolvimento.
Em 2019, a China era o maior produtor de veículos do mundo (25,7 milhões).